# Kösliner Stadt- und Strandbahn
| Kursbuchstrecke: | 113z (1934)          |                                      |                                      |
| Streckenlänge: | 20,31 km             |                                      |                                      |
| Spurweite: | 1435 mm (Normalspur) |                                      |                                      |
| Stromsystem: | 600 V =              |                                      |                                      |
| |                      |                                      |                                      |
| \| \| \| Ostseebäder Großmöllen Nest \| \| \| \| \| Strandhof Nest \| \| \| \| \| Strandhof \| \| \| \| \| Großmöllen Hotel Böttcher \| \| \| \| \| Molkerei \| \| \| \| \| Getreidespeicher \| \| \| \| \| \| \| \| \| \| Großmöllen Bahnhof (ehemals Bahnhof) \| \| \| \| \| Betriebshof \| \| \| \| \| Groß Streitz \| \| \| \| \| nach Güdenhagen \| \| \| \| \| Güdenhagen Abzweigung \| \| \| \| \| Güdenhagen Dore \| \| \| \| \| Güdenhagen Stadthof \| \| \| \| \| Horst-Wessel-Straße \| \| \| \| \| Augustenthal-Kamelung \| \| \| \| \| Augustenthal \| \| \| \| \| Buchwaldstraße \| \| \| \| \| Betriebshof \| \| \| \| \| Mścice–Mielno Koszalińskie \| \| \| \| \| Köslin Hauptbahnhof \| \| \| \| \| Gärtnerstraße \| \| \| \| \| Marktplatz \| \| \| \| \| Holzmarkt \| \| \| \| \| Hindenburgplatz \| \| \| \| \| Braunplatz \| \| \| \| \| \| \| \| \| \| Schützenstraße \| \| \| \| \| Posener Straße \| \| \| \| \| Ernest-Sachse-Straße \| \| \| \| \| Gollenwald \| \| \| \| \| Lindenstraße \| \| \| \| \| General-Litzmann-Straße \| \| \| \| \| Kyffhäusersiedlung \| \| \| \| \| Rogzow \| \| \| \| \| Gallenstein \| \| |                      |                                      |                                      |
| U-Bahn-Kopfbahnhof Streckenanfang (Strecke außer Betrieb) |                      | Ostseebäder Großmöllen Nest          | Ostseebäder Großmöllen Nest          |
| U-Bahn-Haltepunkt / Haltestelle (Strecke außer Betrieb) |                      | Strandhof Nest                       | Strandhof Nest                       |
| U-Bahn-Haltepunkt / Haltestelle (Strecke außer Betrieb) |                      | Strandhof                            | Strandhof                            |
| U-Bahn-Haltepunkt / Haltestelle (Strecke außer Betrieb) |                      | Großmöllen Hotel Böttcher            | Großmöllen Hotel Böttcher            |
| U-Bahn-Betriebsstelle Streckenanfang und quer (Strecke außer Betrieb) · U-Bahn-Abzweig geradeaus und von rechts (Strecke außer Betrieb) |                      | Molkerei                             | Molkerei                             |
| U-Bahn-Abzweig geradeaus und von links (Strecke außer Betrieb) · U-Bahn-Betriebsstelle Streckenende und quer (Strecke außer Betrieb) |                      | Getreidespeicher                     | Getreidespeicher                     |
| U-Bahn-Grenze mit Eisenbahn (Strecke außer Betrieb) |                      |                                      |                                      |
| Haltepunkt / Haltestelle Strecke bis hier außer Betrieb |                      | Großmöllen Bahnhof (ehemals Bahnhof) | Großmöllen Bahnhof (ehemals Bahnhof) |
| Abzweig geradeaus und ehemals von links · Betriebs-/Güterbahnhof Streckenende und quer (Strecke außer Betrieb) |                      | Betriebshof                          | Betriebshof                          |
| ehemaliger Haltepunkt / Haltestelle |                      | Groß Streitz                         | Groß Streitz                         |
| U-Bahn-Abzweig mit Eisenbahn ehemals geradeaus und nach rechts |                      | nach Güdenhagen                      | nach Güdenhagen                      |
| U-Bahn-Haltepunkt / Haltestelle (Strecke außer Betrieb) |                      | Güdenhagen Abzweigung                | Güdenhagen Abzweigung                |
| U-Bahn-Haltepunkt / Haltestelle (Strecke außer Betrieb) |                      | Güdenhagen Dore                      | Güdenhagen Dore                      |
| U-Bahn-Haltepunkt / Haltestelle (Strecke außer Betrieb) |                      | Güdenhagen Stadthof                  | Güdenhagen Stadthof                  |
| U-Bahn-Haltepunkt / Haltestelle (Strecke außer Betrieb) |                      | Horst-Wessel-Straße                  | Horst-Wessel-Straße                  |
| U-Bahn-Haltepunkt / Haltestelle (Strecke außer Betrieb) |                      | Augustenthal-Kamelung                | Augustenthal-Kamelung                |
| U-Bahn-Haltepunkt / Haltestelle (Strecke außer Betrieb) |                      | Augustenthal                         | Augustenthal                         |
| U-Bahn-Haltepunkt / Haltestelle (Strecke außer Betrieb) |                      | Buchwaldstraße                       | Buchwaldstraße                       |
| U-Bahn-Abzweig geradeaus und von links (Strecke außer Betrieb) · U-Bahn-Betriebs-/Güterbahnhof Streckenende und quer (Strecke außer Betrieb) |                      | Betriebshof                          | Betriebshof                          |
| U-Bahn-Kreuzung mit Eisenbahn geradeaus oben (Strecke geradeaus außer Betrieb) |                      | Mścice–Mielno Koszalińskie           | Mścice–Mielno Koszalińskie           |
| U-Bahn-Haltepunkt / Haltestelle (Strecke außer Betrieb) |                      | Köslin Hauptbahnhof                  | Köslin Hauptbahnhof                  |
| U-Bahn-Haltepunkt / Haltestelle (Strecke außer Betrieb) |                      | Gärtnerstraße                        | Gärtnerstraße                        |
| U-Bahn-Haltepunkt / Haltestelle (Strecke außer Betrieb) |                      | Marktplatz                           | Marktplatz                           |
| U-Bahn-Betriebsstelle Streckenanfang und quer (Strecke außer Betrieb) · U-Bahn-Abzweig geradeaus und nach rechts (Strecke außer Betrieb) |                      | Holzmarkt                            | Holzmarkt                            |
| U-Bahn-Haltepunkt / Haltestelle (Strecke außer Betrieb) |                      | Hindenburgplatz                      | Hindenburgplatz                      |
| U-Bahn-Haltepunkt / Haltestelle (Strecke außer Betrieb) |                      | Braunplatz                           | Braunplatz                           |
| U-Bahn-Abzweig geradeaus und nach links (Strecke außer Betrieb) · U-Bahn-Strecke von rechts (außer Betrieb) |                      |                                      |                                      |
| U-Bahn-Strecke (außer Betrieb) · U-Bahn-Haltepunkt / Haltestelle (Strecke außer Betrieb) |                      | Schützenstraße                       | Schützenstraße                       |
| U-Bahn-Strecke (außer Betrieb) · U-Bahn-Haltepunkt / Haltestelle (Strecke außer Betrieb) |                      | Posener Straße                       | Posener Straße                       |
| U-Bahn-Strecke (außer Betrieb) · U-Bahn-Haltepunkt / Haltestelle (Strecke außer Betrieb) |                      | Ernest-Sachse-Straße                 | Ernest-Sachse-Straße                 |
| U-Bahn-Strecke (außer Betrieb) · U-Bahn-Kopfbahnhof Streckenende (Strecke außer Betrieb) |                      | Gollenwald                           | Gollenwald                           |
| U-Bahn-Haltepunkt / Haltestelle (Strecke außer Betrieb) |                      | Lindenstraße                         | Lindenstraße                         |
| U-Bahn-Haltepunkt / Haltestelle (Strecke außer Betrieb) |                      | General-Litzmann-Straße              | General-Litzmann-Straße              |
| U-Bahn-Haltepunkt / Haltestelle (Strecke außer Betrieb) |                      | Kyffhäusersiedlung                   | Kyffhäusersiedlung                   |
| U-Bahn-Haltepunkt / Haltestelle (Strecke außer Betrieb) |                      | Rogzow                               | Rogzow                               |
| U-Bahn-Kopfbahnhof Streckenende (Strecke außer Betrieb) |                      | Gallenstein                          | Gallenstein                          |

In der hinterpommerschen Stadt Köslin (polnisch Koszalin) und ihrer Umgebung gab es einige Jahrzehnte lang ein elektrisches Bahnnetz, das unter dem Namen Kösliner Stadt- und Strandbahn betrieben wurde. Diese war aus zwei ursprünglich selbständigen Verkehrsunternehmungen entstanden.

## Geschichte

### Kleinbahngesellschaft Güdenhagen–Groß Möllen
Am Anfang stand eine Kleinbahn, die den Zugang der Kösliner Bevölkerung zu den Erholungsorten an der Ostseeküste erleichtern sollte. Zum Ende des 19. Jahrhunderts bewältigten Pferdeomnibusse den Ausflugsverkehr von Köslin zur Ostsee. Die Fahrzeuge mit 14–20 Personen Fassungsvermögen beförderten an guten Tagen etwa 500–600 Personen, was jedoch nicht vollends ausreichte.  Seit 1899 bestand von Köslin über die Strecke Köslin – Kolberg der 1903 verstaatlichten Altdamm-Colberger Eisenbahn-Gesellschaft eine Eisenbahnverbindung nach Güdenhagen, von wo aus noch ein fünf bis sechs Kilometer langer Fußmarsch anstand. Bereits beim Bau der Strecke bemühten sich die Gemeinden Groß Möllen, Streitz und Nest um einen Bahnanschluss nach Köslin, was fehlschlug. Um der Stadt ihrerseits einen Anschluss zur Ostsee zu ermöglichen, gründeten diese und der Kreis Köslin sowie eine Reihe von weiteren Kapitalgebern die Kleinbahngesellschaft Güdenhagen–Groß Möllen GmbH. Für den Bau wurde weitgehend gebrauchtes Material verwendet. Etwa drei Kilometer der 5,1 Kilometer langen Strecke verliefen auf einem eigenen Bahnkörper. Die Gesellschaft eröffnete am 15./18. August 1905 die normalspurigen Strecke von Güdenhagen nach Groß Möllen.
Die Kleinbahngesellschaft, die auch Güterverkehr bediente, besaß außer einer gebrauchten Tenderlokomotive der Bauart T 1 keine weiteren Fahrzeuge. Die Beförderungsleistungen übernahm die KED Stettin der Preußischen Staatsbahn, sie stellte neben dem Lok- und Zugpersonal auch die Personenwagen. Die Züge begannen grundsätzlich in Köslin Hauptbahnhof, die Fahrtzeit nach Groß Möllen betrug etwa 30 Minuten. Der Betrieb durch die Staatsbahn erwies sich als sehr teuer, eine Betriebseinstellung kam angesichts des festgelegten Kapitals nicht infrage. Die Stadt beauftragte daher die Technischen Werke in Köslin, eine Berechnung zur Elektrifizierung der Bahn aufzustellen, wobei ein Anschluss an die 1911 eröffnete Straßenbahn berücksichtigt werden sollte. Am 22. Juni 1913 stellte die Bahn ihren Betrieb ein, weil sie in die Kösliner Strandbahn einbezogen wurde.

### Städtische elektrische Straßenbahn zu Köslin
Die Stadt Köslin bewarb sich um 1910 für die Austragung der Pommerschen Gewerbe-, Industrie- und Landwirtschaftsausstellung. Hierfür war die Herstellung einer Verkehrsverbindung vom Hauptbahnhof zum Ausstellungsgelände am Gollenwald vorgesehen. Die dort ebenfalls ansässige Kaiserliche Kadettenanstalt versprach eine ausreichende Auslastung der Linie über das Ende der Ausstellung hinaus. Die Stromversorgung wurde über eine 3000-Volt-Drehstromleitung aus Belgard bezogen, hierfür waren in der Stadt vier Transformatorenstationen aufgestellt. Für die Ausarbeitung des Projekts konnte die Stadt den Direktor der Straßenbahnen der Stadt Berlin, Dietrich, gewinnen Im Frühjahr 1911 begannen die Bauarbeiten, am 4. Dezember 1911 erteilte der Regierungspräsident von Köslin, Drews, die Konzession für den Bau und Betrieb der Bahn auf 99 Jahre. Diese ging am 21. Dezember 1911 auf der 3,3 Kilometer langen Strecke vom Hauptbahnhof zum Gollenwald feierlich in Betrieb.
Die Strecke war eingleisig mit sechs Ausweichen und wurde in Normalspur ausgeführt. Von Betriebsbeginn bis 9:00 Uhr und ab 20:30 Uhr bis Betriebsschluss fuhr die Bahn alle zehn Minuten, tagsüber alle fünf Minuten. Zur Eröffnung standen sieben Trieb- und vier Beiwagen zur Verfügung. Im ersten vollen Betriebsjahr 1912/13 beförderte die Bahn 958.408 Fahrgäste.

### Kösliner Stadt- und Strandbahn
Als bald nach der Eröffnung der Städtischen Straßenbahn bei der Kleinbahn Güdenhagen – Groß Möllen wirtschaftliche Probleme auftraten, deren Lösung im Interesse der Stadt Köslin lag, beschlossen die städtischen Gremien, die elektrische Bahn von der Innenstadt an die Ostseeküste auszudehnen. In diese neue Bahnverbindung sollte die bisherige Kleinbahn einbezogen werden. Nach der landespolizeilichen Abnahme am 29. Juni 1913 wurde die Strandbahn am 1. Juli 1913 bis Groß Möllen eröffnet. Am 13. Juli 1913 folgte die Verlängerung von Groß Möllen bis Nest, die anfangs von einem Pendelwagen bedient wurde. Der Regierungspräsident erteilte die Konzession am 10. Dezember 1913 für 99 Jahre unter der Bedingung, dass die Strandbahn leistungsfähiger sei als die Dampfbahn. Vom Staatsbahnhof ausgehend folgte sie rund sieben Kilometer der Landstraße nach Güdenhagen als Straßenbahn, benutzte dann etwa fünf Kilometer die bisherige Kleinbahntrasse über Streitz nach Groß Möllen und verlängerte diese – wieder als Straßenbahn – um 2,5 Kilometer bis zum neuen Endpunkt im Seebad Nest. Ursprünglich war vorgesehen, die Strecke auf einen eigenen Bahnkörper zu verlegen, was an den hohen Grunderwerbskosten und Platzmangel in Güdenhagen scheiterte. Die Kreisverwaltung Köslin machte daher den Vorschlag, einen Sommerweg entlang der Kolberger Chaussee heranzuziehen. Um diesen weiterhin als Weg nutzen zu können, wurden die Schwellen soweit eingegraben, dass nur noch die Schienenköpfe herausragten. Innerhalb von Güdenhagen verlief das Gleis in Straßenrandlage, dahinter wechselte es auf die Kleinbahnstrecke. Die Schienenverbindung zwischen der Strandbahn und dem Staatsbahnhof Güdenhagen blieb für Überführungen von Güterwagen weiter bestehen und wurde mit einer Oberleitung versehen. Die Weichen in diesem Abschnitt erhielten verlängerte Radlenker und aufgefüllte Herzstücke.
Der neue Name des Unternehmens, das als städtischer Eigenbetrieb geführt wurde, lautete Kösliner Stadt- und Strandbahn, Betriebsführer waren die Technischen Werke Köslin. Zusammen mit der bisherigen Straßenbahn umfasste das Schienennetz nunmehr eine Länge von 17,39 Kilometern; darin war auch die jetzt nur noch dem Güterverkehr dienende, einen Kilometer lange Verbindung vom Bahnhof Güdenhagen zum Dorf Güdenhagen enthalten. Es waren insgesamt zehn Ausweichen vorhanden, die auf der Strandbahn einen 20-Minuten-Takt zuließen. Der Wagenpark der Strandbahn umfasste zunächst vier zweiachsige Triebwagen, zwei vierachsige geschlossene Beiwagen und vier Sommerwagen, dazu insgesamt 13 Güter- und Packwagen und eine Elektrolokomotive. Noch im Eröffnungsjahr wurden angesichts das starken Fahrgastandrangs – die Strandbahn beförderte 1913 bereits doppelt so viele Fahrgäste wie die Kleinbahn – nochmals je vier vierachsige Trieb- und Beiwagen bestellt. Im ersten Betriebsjahr fuhren die Strandbahnzüge über die Strecke der Stadtbahn bis zum Markt. Da dies die Verspätungsanfälligkeit der Stadtbahn erhöhte, wurde die Endstation beider Linien zum Hauptbahnhof zurückverlegt. Die Fahrzeit für die 14,1 Kilometer lange Strecke vom Bahnhof nach Nest betrug etwa 50 Minuten. Neben dem Personenverkehr diente die Bahn auch der Beförderung von Gütern und Post. An Markttagen fuhren sogenannte Fischtransportzüge bis zum Markt in Köslin durch, wo der frische Fisch angeboten wurde. Der Zug bestehend aus einem Trieb- und Beiwagen führte zusätzlich einen Güterwagen für die Fischkörbe. Für je einen vollen oder zwei leere Fischkörbe war eine zusätzliche Fahrkarte zu lösen.
Etwa um 1912/13 entstand östlich der Endhaltestelle Nest ein Marineflugplatz der Kaiserlichen Marine. Die Verlängerung der Strandbahn bis nach Nest ging wahrscheinlich auf die Anlage des Fliegerhorstes zurück, da von der Endhaltestelle aus Anschlussgleise für den Materialtransport auf das Militärgelände geführt haben sollen. Gemäß den Bestimmungen des Versailler Vertrags musste die Anlage nach dem Ersten Weltkrieg aufgelöst werden. Die Baracken dienten während der Weimarer Republik als Ferienlager für Berliner Kinder. 1930 begann der Ausbau der Feldbahngleise auf dem Gelände, ab 1931 soll der Fliegerhorst wieder aufgebaut worden sein.
Während der Hyperinflation zu Beginn der 1920er Jahre erwirtschaftete die Stadtbahn bis zum 1. Juli 1922 ein Defizit in Höhe von 635.000 Mark, die Strandbahn in Höhe von 35.000 Mark. Die Stadtbahn stellte daraufhin am 1. Oktober 1922 ihren Betrieb ein. Eine Betriebsstellung der Strandbahn wurde vom Regierungspräsidium als Aufsichtsbehörde untersagt. Am 15. April 1924 ging die Stadtbahn wieder in Betrieb. Trotz der schwierigen Nachkriegsverhältnisse wurde am 1. Juni 1926 eine 2,8 Kilometer lange Zweigstrecke der Straßenbahn von der Danziger Straße nach dem Nachbarort Rogzow eröffnet, deren Wagen aber in der Regel ebenso wie die ältere Linie am Bahnhof begannen. Damit waren zwei Straßenbahnlinien und die Strandbahn vorhanden, auf der vorwiegend die größeren vierachsigen Fahrzeuge eingesetzt wurden. Liniennummern gab es nicht, die Linien nach Rogzow und Gollen wurden bei Dunkelheit mit roten beziehungsweise grünen Stirnlampen gekennzeichnet. Die Streckenlänge betrug nach der Verlängerung 20,31 Kilometer, die Gleislänge 21,5 Kilometer. Im Betriebsjahr 1929/30 verzeichnete die Bahn mit 2.121.313 Personen die höchste Beförderungsleistung in ihrer Geschichte.
Während vor dem Ersten Weltkrieg in der Sommersaison der Zugabstand auf einen 20-Minuten-Takt verdichtet wurde, ist dem Deutschen Kursbuch vom Sommer 1934 (Tabelle 113z) zu entnehmen, dass zu jeder vollen Stunde an den beiden Endstationen abgefahren wurde, sonntags im Juli und August sogar alle halbe Stunde. Die Züge brauchten 50 Minuten für die ganze Strecke und kreuzten beim Stundentakt in Güdenhagen.

### 1938: Busse ersetzen die Straßenbahn
Zwischen 1931 und 1933 nahm die Stadtbahn die Hälfte ihrer Triebwagen aus dem Bestand. Damit verbunden waren vermutlich Fahrplanausdünnungen, die wiederum einen Rückgang der Fahrgastzahlen bewirkten. Bis 1937 sank die Beförderungsleistung auf 1,2 Millionen Fahrgäste. Die Eröffnung eines städtischen Omnibusbetriebes am 25. Juni 1934 oder 1. Juni 1935 führte zu weiteren Rückgängen, wenngleich die erste Linie als Ergänzung der Stadtbahn eine Nord-Südstrecke in der Innenstadt befuhr. Am 1. Februar 1937 wurden die beiden Stadtbahnlinien durch Omnibusse ersetzt. Es gab nun drei städtische Buslinien, auf denen zwölf Omnibusse eingesetzt wurden. Schließlich endete am 30. September 1938 auch der Betrieb auf der Strandbahn. Als Ersatz fuhr dafür eine Kraftpostlinie. Der Fahrplan für den Sommer 1939 enthielt nur noch zehn bis zwölf Buskurse in jeder Richtung. Allerdings brauchten sie nur 26 Minuten für die ganze Strecke.

### Seit dem Zweiten Weltkrieg
Nach dem Zweiten Weltkrieg, als Hinterpommern an den polnischen Staat kam, wurde die Strecke nicht abgebaut. Zunächst unterhielt die Sowjetarmee in dem ehemaligen Fliegerhorst Nest militärische Anlagen, die durch die Strecke an das Bahnnetz angeschlossen waren. Als die Sowjetarmee durch die polnische Luftwaffe abgelöst wurde, diente die Bahnstrecke auch dem zivilen Verkehr.
Um 1992 wurde ein Abschnitt der Strecke elektrifiziert. Doch bereits am 1. Oktober 1994 wurde der Bahnverkehr zunächst eingestellt. Im Sommer 2008 wurde vorübergehend ein Saisonverkehr aufgenommen. In der Zeit vom 18. Juli 2008 bis 31. August 2008 verkehrten 16 mal täglich Züge mit Dieselloks.

## Fahrzeuge
Der Wagenpark der Stadtbahn umfasste anfangs sieben zweiachsige Triebwagen (Tw 1–7) und vier baugleiche zweiachsige Beiwagen (Bw 11–14). Den Wagenaufbau übernahm die Gottfried Lindner AG in Ammendorf, die elektrische Ausrüstung kam von der AEG. Da die Beiwagen nur während der Ausstellung benötigt wurden, für einen Fünf-Minuten-Takt aber keine Triebwagenreserven bestanden, wurden die Beiwagen 11 und 12 im Jahr 1913 zu Triebwagen umgebaut. Mit dem Bau der Strandbahn wurde der Wagenpark um vier zweiachsige Triebwagen (Tw 21–24) sowie zwei geschlossene (Bw 30–31) und vier jeweils vierachsige Sommerwagen (Bw 32–35) ergänzt. Die Fahrzeuge kamen wieder von Lindner. Da der Einsatz der Sommerwagen auf den staubigen Straßen Anlass zur Beschwerde gab, begann man diese kurz darauf mit geschlossenen Wagenkästen zu versehen. Für den anfangs bestehenden Pendelverkehr zwischen Groß Möllen und Nest wurde ein zweiachsiger Triebwagen (Tw 25) gebraucht erworben; die Herkunft des Fahrzeugs ist unbekannt, gleichartige Fahrzeuge waren zu dieser Zeit bei der Straßenbahn Elberfeld–Cronenberg–Remscheid und der Siegener Kreisbahn im Einsatz. Die gute Nachfrage auf der Strandbahn führte kurz nach der Eröffnung zur Bestellung weiterer Fahrzeuge bei der Waggonfabrik Wismar, die im Jahr 1914 je vier große vierachsige Trieb- (Tw 15–18) und Beiwagen (Bw 36–39) lieferte; die Triebwagen waren mit Maximum-Drehgestellen ausgestattet.
An weiteren Fahrzeugen gab es eine von der Siemens-Güterbahn bei Berlin gebraucht erworbene Elektrolokomotive der Siemens-Schuckertwerke (Tfz 8), ein Salzwagen (Wg 9), eine Turmlore (Wg 10), ein Gepäckwagen (Wg 19), einen gemischten Gepäck- und Postwagen (Wg 20), ein Sprengtriebwagen (ATw 40), vier offene Güterwagen (Wg 41–44) und zwei Gepäckloren (Wg 45–46). Bei weiteren vier Güterwagen ist der Status ungeklärt, möglicherweise befanden sie sich im Besitz des preußischen Militärs und wurden für den Fliegerhorst Nest beschafft. Ein weiterer Güterwagen (Wg 47) soll 1934 in den Bestand übernommen worden sein.
Bis 1927 wurde vermutlich Triebwagen 25 aus dem Bestand genommen. Zwischen 1931 und 1934 wurden die 1911 gelieferten Trieb- und Beiwagen abgestellt, lediglich der Triebwagen 2 blieb bis 1937 als Arbeitswagen erhalten. Ihr weiterer Verbleib ist unklar. Der Großteil des Wagenparks wurde nach der Betriebseinstellung an den Schrotthändler Eckardt & Co. in Hamburg verkauft. Die Wismarer Triebwagen und umgebauten Sommerwagen kamen über diesen Umweg in das Netz der oberschlesischen Kleinbahn, drei der zweiachsigen Strandbahn-Triebwagen als Arbeitsfahrzeuge zur Münchner Straßenbahn und die übrigen Beiwagen zur Straßenbahn Magdeburg. Der zweiachsige Strandbahn-Triebwagen 23 soll als Schlepptriebwagen im für den Güterverkehr zum wieder aufgebauten Fliegerhorst Nest verwendet worden sein. Die Lokomotive gelangte zur Straßenbahn Nürnberg und der Sprengtriebwagen fand seine neue Heimat bei der Mindener Kreisbahn. Von den übrigen Fahrzeugen ist der weitere Verbleib unbekannt, vermutlich wurden sie größtenteils verschrottet.
| Nummer  | Baujahr | Hersteller    | Sitz-/ Stehpl. | Leistung (in PS) | Bemerkungen |
| ------- | ------- | ------------- | -------------- | ---------------- | --- |
| 1–7     | 1911    | Lindner / AEG | 16 / 14        | 2×35             | zweiachsige Triebwagen; 1931 Tw 2 zu ATw, übrige ausgemustert; 1937 ATw 2 ausgemustert                           |
| 8       | 1905    | SSW           | –              | 2×35             | zweiachsige Lokomotive; 1913 ex Siemens-Güterbahn Berlin, 1938 an Eckart, 1939 an Nürnberg Lok 82                |
| 9       | 1913    |               | –              | –                | Salzwagen; 1938 an Eckardt                                                                                       |
| 10      | 1911    |               | –              | –                | Turmwagen |
| 11–14   | 1911    | Lindner       | 16 / 14        | –                | zweiachsige Beiwagen; 1913/14 Bw 11–12 Umbau zu Tw 11–12; 1931 Tw 11–12 ausgemustert; 1934 Bw 13–14 ausgemustert |
| 15–18   | 1914    | Wismar / AEG  | 42 / 18        | 2×56             | Maximumtriebwagen; 1938 an Eckardt, 1939 an Kattowitz Tw 135–138                                                 |
| 19      | 1913    | Lindner       | –              | –                | Gepäckwagen; 1938 an Eckardt                                                                                     |
| 20      | 1913    | Lindner       | –              | –                | Post-/Gepäckwagen; 1938 an Eckardt                                                                               |
| 21–24   | 1913    | Lindner / AEG | 15 / 20        | 2×56             | zweiachsige Triebwagen; 1938 an Eckardt, Tw 23 an Fliegerhorst Nest; 1940 Tw 21–22, 24 an München ATw 61–63      |
| 25      |         |               |                | 2×27             | zweiachsiger Triebwagen, vermutlich 1927 ausgemustert                                                            |
| (26–29) | 1913    | Lindner       | –              | –                | Güterwagen für Fliegerhorst Nest, Nummernvergabe nicht sicher, mglw. im Besitz des Militärs                      |
| 30–31   | 1913    | Lindner       | 30 / 26        | –                | zweiachsige Beiwagen; 1938 an Magdeburg Bw 267II–268II                                                           |
| 32–35   | 1913    | Lindner       | 48 / 16        | –                | vierachsige Sommerwagen; später verschlossen; 1938 an Eckardt, 1939 an Kattowitz Bw 292–295                      |
| 36–39   | 1914    | Wismar        | 42 / 20        | –                | vierachsige Beiwagen; 1938 an Magdeburg Bw 269II–270II                                                           |
| 40      | 1913    | Hellmer / AEG | –              |                  | Sprengtriebwagen; 1938 an Eckardt, 1938 an Mindener Kreisbahn Tw 301                                             |
| 41–42   | 1913    | Lindner       | –              | –                | zweiachsige offene Güterwagen (Nutzlast 10 t)                                                                    |
| 43–44   | 1913    | Lindner       | –              | –                | zweiachsige offene Güterwagen (Nutzlast 6 t)                                                                     |
| 45–46   | 1913    | Lindner       | –              | –                | Gepäckloren |
| 47      |         |               | –              | –                | Güterwagen; 1934 übernommen                                                                                      |

## Betriebshöfe
Der Betriebshof befand sich nördlich des Bahnhofs auf der Westseite der Staatsbahnstrecke nach Stolp an der Buchwaldstraße. Die Wagenhalle hatte eine Länge von 45 Metern und eine Breite von zwölf Metern. Von den vier Hallengleisen war eines mit einer Arbeitsgrube versehen. Für den Bau der Strandbahn wurde der Bau um einen Anbau mit drei Hallengleisen ergänzt. Daneben gab es in den Hallen eine Werkstatt und eine Lackiererei. Auf dem Gelände befand sich auch die Gleichrichteranlage, anfangs mit zwei Umformern mit 60 Kilowatt Leistung. In Groß Möllen gab es ferner eine zweigleisige Abstellhalle mit 36 Meter Länge und acht Meter Breite und Platz für sechs vierachsige Strandbahnwagen. Bei der Verlängerung wurden die alten Umformer in Groß Möllen verwendet und in Köslin zwei neue Einankerumformer mit 100 Kilowatt Leistung eingebaut.